# Zebediela
Zebediela este un oraș din Africa de Sud.